# والریا والری
والریا والری (ایتالیایی: Valeria Valeri؛ ‏ ۸ دسامبر ۱۹۲۱ – ۱۱ ژوئن ۲۰۱۹) بازیگر، صداپیشه اهل ایتالیا بود. وی بین سال‌های ۱۹۴۹ تا ۲۰۱۹ میلادی فعالیت می‌کرد.
از فیلم‌ها یا برنامه‌های تلویزیونی که وی در آن نقش داشته‌است، می‌توان به کاترین و من و از روی درماندگی، جولیا اشاره کرد.